# Burgermaatschappij
De burgermaatschappij, ook wel civil society of het maatschappelijk middenveld genoemd, is het geheel van particuliere organisaties in een samenleving, die verschillende groepen, meningen en belangen vertegenwoordigen. Men kan de burgermaatschappij ook bondig omschrijven als "het institutionele domein van vrijwillige associaties". Het is een aanduiding voor organisaties en instellingen buiten de sfeer van de overheid, de markt en de verbanden van familie en vrienden. De burgermaatschappij vervult een brugfunctie tussen individuele burgers en de overheid, en kan, afhankelijk van de organisatie, soms publieke taken uitvoeren. Organisaties uit het maatschappelijk middenveld hebben in principe geen winstoogmerk, en worden soms aanvullend gefinancierd door de overheid.
De Wereldbank definieert het maatschappelijk middenveld als volgt: "Het betreft hier een breed scala aan niet-gouvernementele en non-profitorganisaties die actief zijn in het openbare leven. Zij staan voor de belangen en waarden van hun leden of anderen, en gaan uit van ethische, culturele, politieke, wetenschappelijke, religieuze of filantropische overwegingen".
De burgermaatschappij staat bovendien voor politieke en maatschappelijke wensbeelden, zoals betrokkenheid van burgers bij de publieke zaak, vergroting van maatschappelijk zelfbestuur ten koste van de politiek, beperking van commerciële invloeden, en versterking van de gemeenschapszin en van tolerantie.
Tot de burgermaatschappij of het maatschappelijke middenveld kunnen bijvoorbeeld kerken, vakbonden, milieubeweging, sociale organisaties, productschappen, werkgeversverenigingen, pressiegroepen gerekend worden. Deze organisaties nemen, afhankelijk van het onderwerp, deel in het proces van beleidsvorming, en legitimeren genomen beleidsbesluiten naar hun achterban.

## Burgermaatschappij in 'de democratische driehoek'
Met behulp van de ‘democratische driehoek’, een term van Anton Zijderveld, kan de positie van de burgermaatschappij naast de markt en de staat worden geïllustreerd. De samenstellende delen van deze driehoek bestaan uit de staat (overheid), de markt (economie) en de burgermaatschappij. Ieder element kent zijn eigen inhoud en kracht, maar is tevens in zijn werking afhankelijk van de andere twee samenstellende delen:

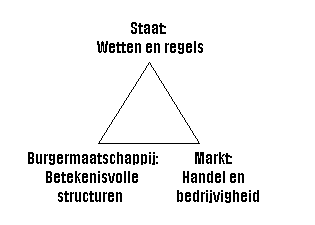
De democratische driehoek

De kerntaak van de staat binnen deze driehoek bestaat uit het ordenen van de samenleving door het ontwikkelen van solide wet- en regelgeving; hierdoor worden de rechten en plichten van burgers gedefinieerd. De kerntaak van de markt bestaat eruit, om via onderlinge concurrentie handel en bedrijvigheid te genereren teneinde te voorzien in materiële zekerheid en voorspoed. De kerntaak van de burgermaatschappij ten slotte bestaat uit het ontwikkelen van zin- en betekenisvolle instituties, aan de hand waarvan mensen hun individuele en collectieve identiteit ontlenen. Staat, markt en burgermaatschappij zijn derhalve de samenstellende delen van de democratische driehoek, en geen van de drie heeft in theorie enig primaat. Integendeel, ‘Idealtypisch’ komen de kernkarakteristieken van ieder element alleen dan tot optimale ontwikkeling, als er geen sprake is van enige dominantie van de een ten opzichte van de andere. Zo voert overvloedige staatsinterventie tot een ondermijning van de vrije markt en een uitholling van de betekenis van mediating structures in de samenleving. Te veel markt vervolgens leidt een wereld, waarin het recht van de sterkste de maat wordt en onderlinge saamhorigheid en solidariteit plaatsmaken voor tot het uiterste doorgevoerd individualisme. Te veel ‘burgermaatschappij’ ten slotte kan leiden tot onvoorwaardelijk groepsconformisme, waarin geen plaats meer is voor individueel initiatief en waarin wet- en regelgeving gezien wordt als een overbodige inbreuk op de interne gemeenschapsverhoudingen.

## Historische achtergrond van het begrip
De term burgermaatschappij werd al in de klassieke tijd benut in het denken over de Griekse stadstaat. Burgermaatschappij is een letterlijke vertaling van het door Aristoteles gebruikte politiké koinonia (Latijn: societas civilis). Het begrip wordt in de klassieke tijd echter voornamelijk door filosofen gebruikt om een beperkt segment van het maatschappelijk leven aan te duiden.
De moderne invulling van het begrip ontwikkelt zich pas vanaf de tweede helft van de zeventiende eeuw. In Europa voltrekt zich dan overal een belangrijke verandering van de publieke sfeer. Onder invloed van de Verlichtingsidealen wordt door burgers in koffiehuizen, genootschappen en gezelschappen, in talloze pamfletten en spectatoriale tijdschriften gediscussieerd over de wenselijke inrichting van de maatschappij. De publieke opinie en het maatschappelijk debat zijn geboren. Het begrip burgermaatschappij wordt gebruikt met de doelstelling de invloedssfeer van absolute vorsten te beperken, ten gunste van de verbanden van de opkomende burgerlijke maatschappij. Het eerste moderne gebruik van de term wordt vaak toegeschreven aan Adam Ferguson, die in 1767 een essay schreef met de titel: An Essay on the History of Civil Society. Ferguson maakt dan nog geen onderscheid tussen de staat en de maatschappij. De filosoof Georg Wilhelm Friedrich Hegel maakt dit onderscheid wel in zijn Grundlinien der Philosophie des Rechts (1821). In dit boek wordt de burgermaatschappij (Duits: 'buergerliche Gesellschaft') behandeld als fase in de dialectische relatie tussen de twee extremen staat (macro) en gezin (micro). Vanaf dan splitst de betekenis van burgermaatschappij zich, gelijk de volgelingen van Hegel. Ter linkerzijde gebruikt Karl Marx het begrip voor de bourgeoisie. Antonio Gramsci maakt later, voortbouwend op het werk van Marx en Benedetto Croce, onderscheid tussen de civiele maatschappij (società civile) en de politieke (società politica). Volgens Gramsci oefent de bourgeoisie in een kapitalistische maatschappij niet alleen politieke, economische en militaire overheersing uit, maar ook civiel, intellectueel en moreel leiderschap, oftewel hegemonie. Deze hegemonie is noodzakelijk om de instemming van de meerderheid te verkrijgen en zo steviger in het zadel te zitten. Om het economische stelsel revolutionair te veranderen, moeten de werkende klassen volgens Gramsci eerst een tegen-hegemonie van instituten en instituties uitbouwen, niet enkel een revolutionaire politieke partij.
Rechts of conservatief georiënteerde denkers gebruiken het begrip burgermaatschappij om alle niet-statelijke aspecten van de samenleving te beschrijven. Tot die laatste groep kan Alexis de Tocqueville worden gerekend, de Normandische socioloog en edelman die in 1835 in zijn werk over de democratie in Amerika (De la démocratie en Amérique) de samenhang beschrijft tussen de burgermaatschappij en de democratie in Amerika: de democratie heeft een grote behoefte aan intermediaire instituties en organisaties die bemiddelen tussen individuele burgers en de staat. Hij zag de rol van maatschappelijke organisaties als leerschool voor democratisch handelen.
In de twintigste eeuw mag de bijdrage aan het debat van Jürgen Habermas niet onvermeld blijven. Hij gebruikt de term niet in de eerste plaats als een antitotalitaire of strikt politieke begrip, maar in de eerste plaats meer omvattend, als een aanduiding voor een algemeen-culturele sfeer, een sfeer waarbinnen een communicatieve competentie beoefend en geoefend werd die op alle mogelijke gebieden van het maatschappelijk leven inzetbaar zou zijn, niet alleen op het niveau van de politiek.
Recent heeft ook de politicoloog Robert Putnam een warm pleidooi gehouden voor de civil society, door te stellen dat ook de niet-politieke organisaties in de public society vitaal zijn voor de democratie. Deze organisaties dragen in belangrijke mate bij aan het sociaal kapitaal, het vertrouwen en de gedeelde waarden en helpen zo de samenleving bijeen te houden.

## Organisaties, verenigingen en groepen in de burgermaatschappij
- Beroepsverenigingen
- Buurtorganisatie
- Clubs en verenigingen
- Consumentenorganisaties
- Coöperatie
- Culturele en religieuze groeperingen
- Liefdadigheidsinstellingen
- Media
- Milieugroeperingen
- Non-profitorganisaties
- Niet-gouvernementele organisaties (ngo's)
- Onderzoeksinstellingen
- Vakbonden
- Virtuele gemeenschappen
- Vrijwilligersorganisaties

Deze lijst is een beknopte versie van een lijst op de Engelstalige Wikipedia. Over de vraag of in de lijst genoemde instituties per definitie deel zijn van de burgermaatschappij bestaat discussie. Sommige onderzoekers hanteren bijvoorbeeld het criterium dat alleen instituties die een tegenkracht vormen, behoren tot de burgermaatschappij. Aanvullende eisen voor organisaties kunnen ook zijn pluriformiteit en openbaarheid. De eis van pluriformiteit sluit monopolies uit (zoals een eenheidsvakbeweging, een staatskerk, soms feitelijk de katholieke kerk). Een eis van openbaarheid kan worden vertaald in criteria van gerichtheid op het/een algemeen belang of op de publieke opinie. De burgermaatschappij wordt dan vooral gezien als een (buitenstatelijke) politieke ruimte, waarin voor recreatieve verbanden eigenlijk geen plaats is. Afhankelijk van de gehanteerde definitie zal een lijstje voorbeelden variëren.